# جنک گوونچ
جنک گوونچ (انگلیسی: Cenk Güvenç؛ زادهٔ ۲۹ دسامبر ۱۹۹۱) بازیکن فوتبال اهل ترکیه است.
از باشگاه‌هایی که در آن بازی کرده‌است می‌توان به باشگاه فوتبال اتلتیکو مادرید، باشگاه فوتبال غازی عینتاب‌اسپور، باشگاه فوتبال دنیزلی اسپور، باشگاه فوتبال چای‌کار ریزه‌اسپور، و باشگاه فوتبال اتلتیکو مادرید بی اشاره کرد.